# Terreur
Terreur è un serial del 1924 diretto da Gérard Bourgeois e da Edward José. Fu l'ultimo film girato da Pearl White che aveva lasciato ormai da anni gli USA e si era trasferita in Francia. Uno dei due registi era il belga  Edward José, amico di Pearl, che l'aveva già diretta in alcuni dei suoi serial americani.

## Produzione
Il film fu prodotto nel 1924 dalla Films Fordys.

## Distribuzione
Il titolo internazionale della pellicola - che uscì in Francia il 2 maggio 1924 - fu The Perils of Paris. In Ungheria, ribattezzato A titokzatos erő, il film fu distribuito nel giugno 1924.
Negli USA, uscì nel febbraio 1925 con il titolo The Perils of Paris o Terror. Nello stesso anno, il 13 febbraio, il film fu distribuito anche in Portogallo.
Copia del film è ancora esistente.